# Войла (комуна)
Войла (рум. Voila) — комуна у повіті Брашов в Румунії. До складу комуни входять такі села (дані про населення за 2002 рік):
- Войводень (521 особа)
- Войла (737 осіб) — адміністративний центр комуни
- Дрідіф (429 осіб)
- Лудішор (217 осіб)
- Симбета-де-Жос (552 особи)
- Чинкшор (651 особа)

Комуна розташована на відстані 182 км на північний захід від Бухареста, 62 км на захід від Брашова, 143 км на південний схід від Клуж-Напоки.

## Населення
За даними перепису населення 2002 року у комуні проживали 4618 осіб.
Національний склад населення комуни:
| Національність | Кількість осіб | Відсоток |
| -------------- | -------------- | -------- |
| румуни         | 4186           | 90,6%    |
| цигани         | 360            | 7,8%     |
| німці          | 40             | 0,9%     |
| угорці         | 30             | 0,6%     |
| українці       | 2              | < 0,1%   |

Рідною мовою назвали:
| Мова       | Кількість осіб | Відсоток |
| ---------- | -------------- | -------- |
| румунська  | 4214           | 91,3%    |
| циганська  | 343            | 7,4%     |
| німецька   | 31             | 0,7%     |
| угорська   | 28             | 0,6%     |
| українська | 2              | < 0,1%   |

Склад населення комуни за віросповіданням:
| Релігія                                       | Кількість осіб | Відсоток |
| --------------------------------------------- | -------------- | -------- |
| православні                                   | 4438           | 96,1%    |
| адвентисти                                    | 62             | 1,3%     |
| лютерани                                      | 23             | 0,5%     |
| лютерани (Синодально-пресвітеріанська церква) | 21             | 0,5%     |
| римо-католики                                 | 19             | 0,4%     |
| бретрени                                      | 19             | 0,4%     |
| лютерани (Аугсбурзького сповідання)           | 15             | 0,3%     |
| баптисти                                      | 10             | 0,2%     |
| греко-католики                                | 6              | 0,1%     |
| реформати                                     | 4              | 0,1%     |
| унітарії                                      | 1              | < 0,1%   |